# Список ліквідованих кладовищ Одеси
Список ліквідованих кладовищ Одеси містить перелік колишніх кладовищ, а також інших місць поховань на теренах міста Одеси. Даний перелік був створений членом правління Одеська обласна організація Українського товариства охорони пам'ятників історії та культури, Романом Шуваловим, за консультацією автора книги «Молдаванка», краєзнавця Тетяни Донцової, а також інших краєзнавців.
| Назва некрополя (поховання)                                  | Рік заснування       | Рік ліквідації        | Адреса                                                                                  | Старе зображення | Сучасний стан | Сучасне зображення |
| Античний некрополь                                           | IV — VI ст. до н. е. | невідомо              | Театральна площа / вул. Рішельєвська                                                    |                  | Газони на парному боці вул. Рішельєвської |                    |
| Мусульманське кладовище                                      | невідомо / до 1789   | невідомо / після 1789 | вул. Європейська / пров. Театральний                                                    |                  | Будинок Посохова |                    |
| Перше Єврейське кладовище                                    | 1792                 | 1936                  | вул. Водопровідна / пров. Високий                                                       |                  | ЗОШ №79, спортивні споруди, котлован для басейну (не використовується), будинки по пров. Високому, фрагмент будинку № 11, вул. Водопровідна |                    |
| Караїмське кладовище                                         | близько 1794         | 1950-ті               | вул. Водопровідна                                                                       |                  | спортивні споруди ЗОШ №79 |                    |
| Перший Християнський цвинтар                                 | близько 1794         | 1936                  | вул. Преображенська / вул. Мечникова                                                    |                  | Преображенський парк, Одеський зоопарк, Трамвайне депо, господарські будівлі |                    |
| Магометанське кладовище                                      | близько 1794         | 1936                  | вул. Мечникова                                                                          |                  | Стадіон «Краян» |                    |
| Єврейське кладовище на Шкодовій горі                         | 1790-ті              | 1944                  | Між Усатівським кладовищем та схилом Шкодової гори                                      |                  | Сільськогосподарське поле |                    |
| Чумне кладовище                                              | 1812                 | 1830-ті               | вул. Водопровідна                                                                       |                  | Пагорб, автобаза |                    |
| Чумне кладовище селища Куяльник                              | 1812                 | 1938                  | Шкодова гора                                                                            |                  | Одеський нафтопереробний завод |                    |
| Друге Єврейське кладовище                                    | 1880-ті              | 1970-ті               | Люстдорфська дорога 27                                                                  |                  | Артилерійський парк, АЗС, два недосліджених кургани, господарські споруди |                    |
| Карантинне кладовище                                         | 1822                 | 1900                  | бульв. Гетьмана Сагайдачного                                                            |                  | Парк ім. Шевченка, пам'ятник загиблим у Афганістані |                    |
| Третій Християнський цвинтар                                 | 1884                 | 1939-1940             | вул. Промислова                                                                         |                  | Промислові будівлі, незабудована частина площею 0,93 га відома як Німецьке кладовище (поховання військовополонених часів 1944–1949 і репресованих) |                    |
| Цвинтар Солдатської слободи                                  | 1840-і               | Радянський період     | Балтська дорога 148                                                                     |                  | Завод будівельних матеріалів |                    |
| Цвинтар-погост Воскресенської церкви                         | 1846                 | 1930-ті               | вул. Бернардацці 4/7                                                                    |                  | Санаторій «Червоні Зорі», Церква Св. Марії Магдаліни, спустошений склеп Стурдз та Гагаріних |                    |
| Цвинтар колишнього Дитячого притулку                         | XIX століття         | 1930-ті               | вул. Хутірська (тепер вул. Геннадія Афанасьєва) / вул. Сирітська (тепер вул. Складська) |                  | Ліквідовано для розбудови стадіону ДСО «Локомотив». У 1970-80-х роках при розбудові тиру тут були віднайдені два ряди поховань, виконаних у 1920-30-х роках. Під час Другої Світової Війни на стадіоні був табір військовополонених (померли від голоду та хвороб, скоріш за все, поховані тут же). |                    |
| Куликове поле                                                | XIX століття         | 1944                  | Куликове поле                                                                           |                  | Сквер, меморіал жертвам Громадянської війни, частина поховань перенесена на Другий Християнський цвинтар |                    |
| Великофонтанський сільський цвинтар                          | близько 1902         | 1973                  | вул. Довга                                                                              |                  | Гараж |                    |
| Цвинтар                                                      | невідомо             | 1973                  | Вул. Акад. Корольова                                                                    |                  | Ринок Південний, Церква Св. Спиридона |                    |
| Пересипський цвинтар                                         | невідомо             | 1973                  | вул. Лиманна (біля залізничного переїзду)                                               |                  | АЗС, частина поховань перенесена на Латівський цвинтар |                    |
| Невідомі поховання                                           | невідомо             | невідомо              | вул. Пестеля (біля залізниці)                                                           |                  | Існували хрести та надмогильні пагорби |                    |
| Поховання у Парку ім. Шевченка (крім Карантинного кладовища) | невідомо             | 1944                  | бульв. Гетьмана Сагайдачного                                                            |                  | Два невідомі поховання вздовж Центральної Алеї парку, поховання німецьких та румунських військових на газонах на початку Алеї Слави |                    |
| Стрільбищне поле                                             | 1906                 | 1944                  | вул. І. Рабіна / вул. Варненська / вул. Євгена Танцюри                                  |                  | Парк ім. Марка Твена, Монумент жертвам фашизму, звалище (найстаріша частина на розі Варненської та І. Рабіна) |                    |
| Румунський військовий цвинтар                                | 1941                 | 1944                  | вул. Нестеренка / пров. Польовий (вздовж паркану Трамвайного депо)                      |                  | Сквер, Каплиця (тепер будинок садівника), кам'яний фундамент брами |                    |
| Місце колишніх порохових складів                             | 1941                 | 1941                  | Люстдорфська дорога (між Пл. Трибуни героїв та вул. Героїв Крут)                        |                  | Житлові будинки, два пам'ятники. Під час земельних робіт трапляються людські рештки |                    |